# Sónia Araújo
Sónia Margarida Lebreiro Araújo Martins (Porto, 24 de novembro de 1970) é uma apresentadora de televisão portuguesa.

## Biografia
Sónia licenciou-se em Direito pela Faculdade de Direito da Universidade Lusíada do Porto, foi aluna na Escola de Ballet Parnaso entre 1982-85 e frequentou a Academia de Bailado Clássico Pirmin Treku em 1986.
Foi assistente do ilusionista Luís de Matos inclusive no programa “Isto é Magia” da RTP. Em 1994 foi selecionada para fazer parte do corpo de bailarinos do programa "1, 2, 3”, na RTP.
É convidada para assistente dos espectáculos de António Sala. Colabora com o apresentador no “Natal dos Hospitais” e depois no programa “Quem é o Quê?” da RTP. Em 1995 e 1996 foi bailarina no programa “Chuva de Estrelas”.
Em 1996 participa no programa “Avós e Netos”, na RTP, apresentado por Manuel Luís Goucha, como bailarina e assistente. A partir desse ano entra para a equipa do programa “Praça da Alegria”.
Com a saída de Manuel Luís Goucha para a TVI é convidada para apresentadora do programa.
Por sugestão de Luís de Matos trabalhou no programa “Luar”, desde 2007, onde foi co-apresentadora de Xosé Ramón Gayoso.
No dia 1 de setembro de 2007, representou Portugal em Londres, juntamente com Ricardo Silva, no primeiro Festival Eurovisão da Dança, tendo alcançado o 5.º lugar (74 pontos).
Em 2007 foi a grande vencedora do concurso "Dança Comigo" e em 2009 ganhou também o "Dança Comigo no Gelo". 
Em 6 de Novembro de 2009 estreou Família, família, e apresentou o programa às sextas. Acabou em Fevereiro ou Março de 2010.
Em 2012, Sónia lançou o projeto “Sónia e as Profissões” que marcou sua estreia numa obra especialmente dirigida ao público infantil e que conta oficialmente com o DVD platina. Seguiu-se “Dicas da Sónia”.
Entre 2013 e 2015 apresentou o programa Aqui Portugal, na RTP1. 
Em 2014 apresentou o programa da RTP "Verdade do Vinho". 
Em 2015 as manhãs da RTP voltam a ser transmitidas do Porto com o programa A Praça a cargo de Sónia Araújo e Jorge Gabriel.
Em 2017 apresentou o programa "Cozido à Mão" e depois, em 2018, apresentou a segunda temporada do mesmo programa.
Apresenta regularmente diversas edições do Festival RTP da Canção.
Atualmente apresenta o programa Praça da Alegria com Jorge Gabriel.
Em 2023, faz parte do painel de jurados do concurso Dança Comigo, na RTP.
A apresentadora já deu também a cara e foi embaixadora de várias marcas como "Eugénio Campos Jewels" e "Mercedes-Benz".

## Carreira

### Televisão
| Ano                                           | Programa | Notas                                                                                  | Canal                                                    |
| --------------------------------------------- | --- | -------------------------------------------------------------------------------------- | -------------------------------------------------------- |
| 2025                                          | Noite de São João                                                                                               | Apresentadora (com Jorge Gabriel, Rita Belinha e Tiago Góes Ferreira)                  | RTP1                                                     |
| 2025                                          | 2ª Semi-Final do Festival RTP da Canção 2025                                                                    | Apresentadora (com Tânia Ribas de Oliveira)                                            | RTP1                                                     |
| 2024                                          | Adeus 2024 | Apresentadora (Jorge Gabriel)                                                          | RTP1                                                     |
| 2024                                          | Circo de Natal RTP                                                                                              | Apresentadora (Jorge Gabriel)                                                          | RTP1                                                     |
| 2024                                          | Queijos do Mundo                                                                                                | Apresentadora (com Lara Lopes)                                                         | RTP1                                                     |
| 2024                                          | 2ª Semi-Final do Festival RTP da Canção 2024                                                                    | Apresentadora (com Jorge Gabriel)                                                      | RTP1                                                     |
| 2023                                          | |                                                                                        | RTP1                                                     |
| Festa de Natal                                | Apresentadora (com Jorge Gabriel, Lara Lopes, Inês Carranca, José Manuel Monteiro, Graça Moniz e Duarte Rebolo) |                                                                                        | RTP1                                                     |
| Noite de São João                             | Apresentadora (com Jorge Gabriel, José Manuel Monteiro, Lara Lopes e Graça Moniz)                               |                                                                                        | RTP1                                                     |
| 2ª Semi-Final do Festival RTP da Canção 2023  | Apresentadora (com Jorge Gabriel)                                                                               |                                                                                        | RTP1                                                     |
| Carnaval de Estarreja                         | Apresentadora (com Jorge Gabriel, Lara Lopes, Tiago Góes Ferreira e Duarte Rebolo)                              |                                                                                        | RTP1                                                     |
| Dança Comigo 5                                | Jurada |                                                                                        | RTP1                                                     |
| 2022                                          | |                                                                                        | RTP1                                                     |
| Noite de São João                             | Apresentadora (com Jorge Gabriel, Rita Belinha, José Manuel Monteiro, Tatiana Ourique e Vasco Pernes)           |                                                                                        | RTP1                                                     |
| 1ª Semi-Final do Festival RTP da Canção 2022  | Apresentadora (com Jorge Gabriel)                                                                               |                                                                                        | RTP1                                                     |
| 2021                                          | Apresentadora (com Jorge Gabriel)                                                                               |                                                                                        |                                                          |
| Hora dos Portugueses                          | Apresentadora substituta na ausência de Jorge Gabriel                                                           | RTP Internacional / RTP1                                                               |                                                          |
| 7 Maravilhas da Nova Gastronomia              | Co-Apresentadora                                                                                                | RTP1                                                                                   |                                                          |
| São João 2021                                 | Apresentadora (com Jorge Gabriel)                                                                               | RTP1                                                                                   |                                                          |
| Força Portugal                                | Apresentadora (com Jorge Gabriel)                                                                               | RTP1                                                                                   |                                                          |
| 1ª Semi-Final do Festival RTP da Canção 2021  | Apresentadora (com Jorge Gabriel)                                                                               | RTP1                                                                                   |                                                          |
| 2020                                          | | RTP1                                                                                   |                                                          |
| Jardins Históricos                            | Co-Apresentadora                                                                                                | RTP1                                                                                   |                                                          |
| 7 Maravilhas da Cultura Popular               | Co-Apresentadora                                                                                                | RTP1                                                                                   |                                                          |
| São João 2020                                 | Co-Apresentadora                                                                                                | RTP1                                                                                   |                                                          |
| 2ª Semi-Final do Festival RTP da Canção 2020  | Apresentadora (com José Carlos Malato)                                                                          | RTP1                                                                                   |                                                          |
| Carnaval de Ovar                              | Co-Apresentadora                                                                                                | RTP1                                                                                   |                                                          |
| 2019                                          | | RTP1                                                                                   |                                                          |
| Circo de Natal RTP                            | Apresentadora com (José Carlos Malato)                                                                          | RTP1                                                                                   |                                                          |
| Festa de Natal                                | Apresentadora com (Jorge Gabriel e Rita Belinha)                                                                | RTP1                                                                                   |                                                          |
| 2019 - 2021                                   | Festa das Vindimas                                                                                              | RTP1                                                                                   | Co-Apresentadora                                         |
| 2019                                          | Turismo em Rede                                                                                                 | RTP1                                                                                   | Co-Apresentadora                                         |
| 2019                                          | Festa da Sardinha (Portimão)                                                                                    | RTP1                                                                                   | Apresentadora (com José Carlos Malato e Isabel Angelino) |
| 2019                                          | 7 Maravilhas Doces de Portugal                                                                                  | RTP1                                                                                   | Co-Apresentadora                                         |
| 2019                                          | São João 2019                                                                                                   | RTP1                                                                                   | Co-Apresentadora                                         |
| 2019                                          | Mercado Quinhentista                                                                                            | RTP1                                                                                   | Apresentadora (com Jorge Gabriel e Duarte Rebolo)        |
| 2019 / 2021 - 2024                            | Tradições da Páscoa                                                                                             | RTP1                                                                                   | Apresentadora com (Jorge Gabriel)                        |
| 2019                                          | Mão Dada a Moçambique                                                                                           | RTP1                                                                                   | Co-apresentadora                                         |
| 2019 (presente)                               | Portugal no Mundo                                                                                               | RTP1                                                                                   | Co-apresentadora                                         |
| 2019                                          | Carnaval de Famalicão                                                                                           | RTP1                                                                                   | Apresentadora (com Jorge Gabriel e Hélder Reis)          |
| 2019                                          | 1.ª Semi-Final do Festival RTP da Canção 2019                                                                   | RTP1                                                                                   | Apresentadora (com Tânia Ribas de Oliveira)              |
| 2018 - 2019                                   | Cosido à Mão - 2.ª Temporada                                                                                    | RTP1                                                                                   | Apresentadora                                            |
| 2018 (presente)                               | Praça da Alegria                                                                                                | RTP1                                                                                   | Apresentadora (com Jorge Gabriel)                        |
| 2018                                          | 2.ª Semi-final do Festival RTP da Canção 2018                                                                   | RTP1                                                                                   | Apresentadora (com Tânia Ribas de Oliveira)              |
| 2017                                          | | RTP1                                                                                   |                                                          |
| Cosido à Mão - 1.ª Temporada                  | Apresentadora                                                                                                   | RTP1                                                                                   |                                                          |
| Danças do Mundo                               | Concorrente | RTP1                                                                                   |                                                          |
| RTP Mais Perto                                | Apresentadora                                                                                                   | RTP1                                                                                   |                                                          |
| 1.ª Semi-final do Festival RTP da Canção 2017 | Apresentadora (com José Carlos Malato)                                                                          | RTP1                                                                                   |                                                          |
| 2016                                          | RTP para Todos                                                                                                  | RTP1                                                                                   | Apresentadora (com Jorge Gabriel)                        |
| 2015 - 2018                                   | A Praça | RTP1                                                                                   | Apresentadora (com Jorge Gabriel)                        |
| 2014                                          | Verdade do Vinho                                                                                                | RTP1                                                                                   | Apresentadora                                            |
| 2013                                          | Barcelos em Festa                                                                                               | RTP1                                                                                   | Apresentadora (com João Baião e Hélder Reis)             |
| 2013-2015                                     | Aqui Portugal                                                                                                   | RTP1                                                                                   | Apresentadora (com Jorge Gabriel e Hélder Reis)          |
| 2009                                          | Bem-Vindos a Beirais                                                                                            | RTP1                                                                                   | Participante                                             |
| 2009                                          | Dança Comigo no Gelo                                                                                            | RTP1                                                                                   | Concorrente                                              |
| 2009                                          | Família, família                                                                                                | RTP1                                                                                   | Apresentadora                                            |
| 2009                                          | Um Lugar para Viver (em Famalicão)                                                                              | RTP1                                                                                   | Participante                                             |
| 2008-2015                                     | Verão Total | RTP1                                                                                   | Apresentadora                                            |
| 2008                                          | Saber Portugal                                                                                                  | RTP1                                                                                   | Apresentadora                                            |
| 2008                                          | Aqui Portugal (concurso)                                                                                        | RTP1                                                                                   | Apresentadora                                            |
| 2007                                          | Luar na TVG | Galicia TV                                                                             | Apresentadora                                            |
| 2007                                          | Dança Comigo | Concorrente                                                                            | RTP1                                                     |
| 2007                                          | 1.ª Edição: Festival Eurovisão da Dança                                                                         | Apresentadora                                                                          | RTP1                                                     |
| 2006                                          | Triângulo Jota                                                                                                  | Filipa Costa e Silva                                                                   | RTP1                                                     |
| 2002                                          | Especial Praça de Natal                                                                                         | Apresentadora (com Jorge Gabriel)                                                      | RTP1                                                     |
| 2001                                          | Festival RTP da Canção 2001                                                                                     | Apresentadora em parceria com Cristina Möhler                                          | RTP1                                                     |
| 2001 - (presente)                             | Natal dos Hospitais                                                                                             | Apresentadora (com Jorge Gabriel)                                                      | RTP1                                                     |
| 2000                                          | Santa Casa | Apresentadora com António Machado e Manuel Luís Goucha                                 | RTP1                                                     |
| 1999                                          | Azul Vivo | Apresentadora                                                                          | Sport TV                                                 |
| 1996-1997                                     | Ilusões com Luís de Matos                                                                                       | Participante                                                                           | RTP1                                                     |
| 1996-2013                                     | Praça da Alegria                                                                                                | Apresentadora com Manuel Luís Goucha (até 2002) / com Jorge Gabriel (a partir de 2002) | RTP1                                                     |
| 1996                                          | Avós e Netos | Participante e assistente de Manuel Luís Goucha                                        | RTP1                                                     |
| 1996                                          | Globos de Ouro 95                                                                                               | Assistente/Bailarina                                                                   | SIC                                                      |
| 1995-1996                                     | Chuva de Estrelas                                                                                               | Assistente/Bailarina                                                                   | SIC                                                      |
| 1995-1996                                     | Quem é o Quê?                                                                                                   | Assistente/Bailarina                                                                   | RTP1                                                     |
| 1995                                          | Natal dos Hospitais                                                                                             | Participante (com António Sala)                                                        | RTP1                                                     |
| 1994                                          | 1, 2, 3 | Bailarina                                                                              | RTP1                                                     |
| 1993                                          | Isto é Magia | Assistente de Luís de Matos                                                            | RTP1                                                     |

## Outras participações
| Ano       | Nome | Produção                               |
| --------- | --- | -------------------------------------- |
| 2019      | Embaixadora da Mercedes-Benz em Portugal | Embaixadora                            |
| 2018      | Embaixadora da Eugénio Campos Jewels | Embaixadora                            |
| 2009      | Vencedora do concurso “Dança Comigo no Gelo” | RTP                                    |
| 2007      | Vencedora do concurso “Dança Comigo” | RTP                                    |
| 2006      | Embaixadora da Garnier em Portugal | Embaixadora                            |
| 1996      | Participação no espetáculo de “Luís de Matos Especial” (de Luís de Matos) | Teatro Académico Gil Vicente (Coimbra) |
| 1995-1996 | Participação no espetáculo da Rádio Renascença | Rádio Renascença                       |
| 1995      | Convidada pelo ator Fernandes Mendes a participar na peça “Toma Lá Disto” | -                                      |
| 1994      | Convidada por António Sala a fazer parte do seu grupo de dança | António Sala                           |
| 1993      | Um Homem de Bem ( de Raul Brandão) | Companhia de teatro Pé de Vento        |
| 1993      | Participação na An- Dança | -                                      |
| 1990      | D. Quixote | Companhia Nacional de Bailado          |
| 1986      | Participação em espetáculos da Academia de Bailado Clássico Pirmin Treku - tendo dançado os bailados: Coppélia, Piéce de Resistence, Foyer de la Danse, Era uma vez... um sonho, Dança de Jalisco, Algazarra, Quebra Nozes, Foz 19000, Lago dos Cisnes, Still Loving You e Vivaldiana | Musical Coppélia                       |
| 1986      | Piéce de Resistence | -                                      |
| 1986      | Foyer de la Danse | -                                      |
| 1986      | Era uma vez… um sonho | -                                      |
| 1986      | Dança de Jalisco | -                                      |
| 1986      | Algazarra | -                                      |
| 1986      | Quebra Nozes | -                                      |
| 1986      | Foz 1900 | -                                      |
| 1986      | Lago dos Cisnes | -                                      |
| 1986      | Still Loving You | -                                      |
| 1986      | Vivaldiana | -                                      |